# ویل ترپ
ویلیام الکساندر ترپ (انگلیسی: William Alexander Trapp؛ زادهٔ ۱۵ ژانویهٔ ۱۹۹۳) بازیکن فوتبال اهل ایالات متحده آمریکا است.